# 稲原駅
稲原駅（いなはらえき）は、和歌山県日高郡印南町大字印南原にある、西日本旅客鉄道（JR西日本）紀勢本線（きのくに線）の駅である。

## 歴史
本来紀勢西線は稲原を通る予定ではなかったが当時の稲原村の村長の夏見康太郎が鉄道省に請願を行い紀勢西線が稲原を通るようにしてもらいこの駅が開業した。

### 年表
- 1930年（昭和5年）12月14日：国鉄紀勢西線の駅として開業する[1][2]。
- 1959年（昭和34年）7月15日：現在の紀勢本線が全通、紀勢本線所属となる[1]。
- 1963年（昭和38年）10月1日：貨物の取り扱いを廃止[2]。
- 1978年（昭和53年）4月1日：荷物扱い廃止[2]。
- 1985年（昭和60年）3月14日：無人化[3]。
- 1987年（昭和62年）4月1日：国鉄分割民営化に伴い、西日本旅客鉄道（JR西日本）の駅となる[1][2]。
- 2020年（令和2年）3月14日：ICカード「ICOCA」の利用が可能となる[4]。

## 駅構造
相対式ホーム2面2線を有する地上駅。分岐器や絶対信号機を持たないため、停留所に分類される。紀伊田辺方面行きホームに駅舎があり、反対側の御坊・和歌山方面行きホームへは跨線橋で連絡している。古くからの木造駅舎があるが、紀伊田辺駅管理の無人駅となっている。自動券売機は設置されていない。ICOCAのチャージも出来ない。以前は1番ホームにツゲの木で作られた鶴と亀があったが、既に撤去されている。駅舎横にトイレがある。

### のりば
| のりば | 路線       | 行先               |
| ------ | ---------- | ------------------ |
| 1      | きのくに線 | 紀伊田辺・新宮方面 |
| 2      | きのくに線 | 和歌山・天王寺方面 |

- 上表の路線名は旅客案内上の名称（愛称）で表記している。

## 利用状況
近年の1日平均乗車人員は以下の通り。
| 年度   | 1日平均 乗車人員 |
| ------ | ---------------- |
| 1998年 | 113              |
| 1999年 | 99               |
| 2000年 | 102              |
| 2001年 | 90               |
| 2002年 | 84               |
| 2003年 | 108              |
| 2004年 | 113              |
| 2005年 | 115              |
| 2006年 | 101              |
| 2007年 | 106              |
| 2008年 | 112              |
| 2009年 | 110              |
| 2010年 | 90               |
| 2011年 | 74               |
| 2012年 | 82               |
| 2013年 | 88               |
| 2014年 | 94               |
| 2015年 | 87               |
| 2016年 | 86               |
| 2017年 | 79               |
| 2018年 | 86               |
| 2019年 | 68               |
| 2020年 | 70               |
| 2021年 | 67               |
| 2022年 | 82               |

## 駅周辺
- 印南町立稲原小学校
- 印南町立稲原中学校
- 稲原郵便局
- 紀州農業協同組合（JA紀州）稲原出張所
- 御坊警察署印南原駐在所
- 印南川
- 正覚寺
- おたき龍法寺
- 紀南カントリークラブ
- 熊野御坊南海バス「稲原駅」停留所 - 日裏線

## 隣の駅
西日本旅客鉄道（JR西日本）
 きのくに線（紀勢本線）
■快速・■普通
印南駅 - 稲原駅 - 和佐駅